# Radkovice u Hrotovic
Radkovice u Hrotovic – miejscowość i gmina (obec) w Czechach, w kraju Wysoczyna, w powiecie Třebíč. W 2022 roku liczyła 343 mieszkańców.